# Wolf Hoffmann
Wolf Hoffmann (sinh ngày 10 tháng 12 năm 1959) là một nhạc sĩ người Đức, nổi bật nhất nhờ vai trò nghệ sĩ guitar và thành viên sót lại cuối cùng từ đội hình đầu tiên của ban nhạc heavy metal Accept vào năm 1976. Những tác phẩm của ông cùng Accept đã tác động đến sự phát triển của thể loại speed metal. Ông cũng là một trong những nghệ sĩ đầu tiên chơi dòng neoclassical metal. 
Hoffmann đã có mặt ở mọi đội hình của Accept từ năm 1976. Từ năm 1997 đến 2008, ban nhạc tạm ngưng hoạt động, trừ một vài tiết mục trực tiếp vào năm 2005. Ngày 20 tháng 8 năm 2010, Hoffmann và một thành viên sáng lập nữa đã lập lại đội hình ban nhạc, và tác phẩm mới của họ đã nhận được đông đảo đánh giá tích cực. Kể từ thời điểm đó, bốn album tiếp theo được phát hành và gặt hái thành công. Năm 2018, Baltes chia Accept và giờ đây, Hoffmann là thành viên cuối cùng sót lại từ đội hình đầu tiên của nhóm. 
Hoffmann đã phát hành hai album solo theo thể loại neoclassical, gồm Classical (1997) và Headbangers Symphony (2016).

## Thân thế
Wolf Hoffmann sinh ngày 10 tháng 12 năm 1959 tại Mainz, Tây Đức. Năm sáu tuổi, ông cùng cha mẹ chuyển đến Wuppertal. Cha ông là giáo sư ngành hóa học, còn mẹ ông làm nội trợ. Cha mẹ hi vọng ông sẽ vào đại học và theo đuổi sự nghiệp học thuật. Tuy nhiên, Hoffmann lại hứng thú với việc chơi guitar, và được bố mẹ tặng cây guitar acoustic đầu tiên nhờ lời hứa sẽ học chơi đàn.
Hoffmann không mặn mà với việc chơi guitar acoustic và chỉ học chơi đàn này trong một năm. Niềm đam mê với chơi đàn trở lại với Hoffman sau khi ông có được cây guitar điện đầu tiên. Khi đang theo học trung học, Hoffmann chơi đàn cùng bạn bè hàng ngày. Thỉnh thoảng, các ban nhạc này tụ tập chơi đàn, thường chỉ kéo dài vài buổi tập. Những buổi tập ấy chủ yếu là tụ tập và vui chơi. Hoffmann theo học một trường trung học danh giá, ông cực kỳ giỏi tiếng Hy Lạp cổ đại và Latinh. Tuy rằng được cha mẹ lẫn thầy cô thuyết phục theo đuổi việc học cao hơn, và chính Hoffmann cũng xem xét nộp đơn đăng ký tại một học viên, song cuối cùng ông quyết định xây dựng sự nghiệp âm nhạc non trẻ của mình bằng cách toàn tâm toàn ý cống hiến cho Accept.

## Sự nghiệp

### Accept
Cuối năm 1975, tại một cửa tiệm bán nhạc địa phương, Hoffmann hay tin một ban nhạc có tên gọi Accept đang tuyển mộ tay guitar mới. Ban nhạc tập luyện tại thị trấn Solingen gần đó, chỉ mất 15 phút lái xe từ Wuppertal. Ít tuần sau, Hoffmann trở thành tay guitar của Accept trước khi bước sang sinh nhật 17 tuổi. Accept không như những đám bạn tụ tập mà Hoffmann từng chơi nhạc cùng trước đây. Các thành viên vừa tập luyện nghiêm túc, vừa đi diễn ở các show địa phương.
Nửa năm sau Hoffmann, tay bass Peter Baltes tham gia ban nhạc, và họ cùng nhau bắt đầu sáng tác những ca khúc mới cho ban nhạc. Sự hợp tác ấy kéo dài tới hơn 40 năm về sau, và trong thời gian ấy, họ là những người sáng tác phần lớn các bài hát của Accept. Kể từ sau album Restless and Wild, Hoffmann đảm nhiệm vị trí chơi phần lớn các đoạn guitar trong album phòng thu của Accept, song thông thường, toàn bộ ban nhạc đều được đề tên trong các đĩa nhạc đó.
Cùng với Accept, Hoffmann đã phát hành 16 album phòng thu. Năm 1979, album đầu tiên mang tên Accept được phát hành. Ở thập niên 1980, ban nhạc phát hành loạt bảy album gồm: I'm a Rebel, Breaker, Restless and Wild, Balls to the Wall, Metal Heart, Russian Roulette và Eat the Heat. Năm 1989, nhóm tan rã rồi đến năm 1992, họ hoạt động trở lại với album Objection Overruled. Hoffmann làm thêm hai album nữa gồm Death Row và Predator cùng Accept, rồi ban lại tan rã lần nữa vào năm 1997. Năm 2009, Accept có màn tái xuất cùng Hoffmann. Kể từ lúc ấy, ban nhạc phát hành thêm loạt album gồm Blood of the Nations, Stalingrad, Blind Rage, The Rise of Chaos và Too Mean to Die.
Tháng 7 năm 2022, Hoffmann tiết lộ ông đã bắt đầu viết những sáng tác mới cho album tiếp theo của Accept - dự kiến được phát hành trong năm 2023.

### Sự nghiệp solo
Năm 1997, Hoffmann phát hành album Classical gồm các tác phẩm nhạc cổ điển được thể hiện bằng nhạc rock. Album solo thứ hai của Hoffmann mang tên Headbangers Symphony được phát hành vào tháng 7 năm 2016. Ở album đầu tiên, Hoffmann tiết chế phần nhạc chỉ xoay quanh guitar, còn ở album thứ hai, ông đưa thêm cả dàn nhạc giao hưởng vào tác phẩm. Tuy nhiên, cả hai album đều chung ý tưởng cơ bản: chúng đều gồm những tác phẩm nhạc cổ điển nổi tiếng, được Hoffmann cải biên sang thể loại rock/metal.
Năm 2017, ước mơ biểu diễn cùng một dàn nhạc giao hưởng bấy lâu của Hoffmann trở thành hiện thực tại nhạc hội Wacken Open Air, khi anh cùng Dàn nhạc giao hưởng Séc lần đầu trình bày các bài hát trong album Headbangers Symphony trước đông đảo khán giả. Buổi hòa nhạc được phát stream trực tiếp trên trang web của nhạc hội, và cũng được phát hành dưới dạng DVD/album trực tiếp Accept – Symphonic Terror Live at Wacken 2017.  Tháng 4 năm 2019, Accept khởi động Symphonic Terror tour và đưa vào tour diễn các bài hát từ album solo đầu tiên Classical của Hoffmann.
Tháng 7 năm 2022, Hoffmann cho biết ông đang thực hiện một vài ca khúc và ý tưởng cho album solo neoclassical thứ ba, song tác phẩm chưa được phát hành trong tương lai gần.

### Hợp tác với các nhạc sĩ khác
Hoffman đã đóng góp cho album solo Bring 'Em Bach Alive! của Sebastian Bach (giọng ca của Skid Row) và album tri ân Randy Rhoads bằng tiếng Nhật có nhan đề Randy Rhoads Tribute trong bài "I Don't Know" (với Sebastian Bach) và bài "Diary of a Madman" (với Joe Lynn Turner). Hoffmann cũng đóng góp cho nhạc phẩm Peace Breaker của Skew Siskin.

## Nhạc cụ
Tại NAMM Show 2013, Hoffmann công bố cây guitar thương hiệu mới do Framus sản xuất. Cây đàn được chế tác theo hai phong cách - một cây guitar màu trắng có tên gọi Flying Fortress, còn cây đàn kia được chế tác bằng chromi, có ngoại hình tương tự máy bay ném bom trong Thế chiến II được đặt tên là Flying Fortress. Hoffmann chia sẻ với Mohsen Fayyazi - trưởng biên tập của Metal Shock Finland:
| “ | "Khi lớn lên ở Đức, có thời điểm mọi người đều sở hữu một cây guitar của Framus, và tôi chẳng bao giờ có thể ngờ rằng một ngày mình sẽ làm bạn với Hans Peter Wilfer - người đứng sau sự tái sinh của thương hiệu đàn huyền thoại của cha anh ấy. Tôi không hay biết họ là công ty tuyệt vời thế nào, cho đến khi tôi tới nhà máy của họ và tận mắt chứng kiến tay nghề khéo léo và chất lượng sản phẩm mà họ làm ra. Tôi thật hạnh phúc và tự hào khi giới thiệu cây guitar thương hiệu của mình - một cây đàn Heavy Metal Axe thực thụ được sản xuất ở Đức!" | ” |

Ngoài ra, Hoffman là một tín đồ chuyên sử dụng các mẫu đàn Gibson Flying V và Fender Stratocasters trong giai đoạn hoàng kim của Accept ở thập niên 1980. Ngày nay ông vẫn sử dụng định kỳ những cây guitar ấy. Hoffman cũng chơi đàn của những công ty khác như Jackson Guitars, mà nổi bật nhất là cây Jackson King V đặc chế - cây đàn ông vẫn sử dụng hiện tại. Ông cũng chơi định kỳ những cây guitar của Fernandes.

## Đời tư
Từ nhỏ, Hoffmann đã có sở thích yêu nhiếp ảnh, và sau đó chọn nó làm sự nghiệp thứ hai của mình. He Ông đã chụp ảnh bìa cho album Objection Overruled (1993). Trong thời gian Accept tạm ngưng hoạt động từ năm 1997, Hoffmann làm nhiếp ảnh gia chuyên nghiệp. Ông tiếp tục theo đuổi nghề nhiếp ảnh trong vài năm sau khi Accept tái xuất vào thập niên 2010, để rồi ông buộc phải bỏ nghề do thiếu thời gian.
Hoffmann hiện trú ở Nashville, Tennessee và Florida. Ông cũng giữ một nơi cư trú ở Berlin. Hoffmann đã kết hôn với Gaby Hoffmann (nhũ danh Hauke) - cô từng là quản lý của Accept. Cô tiếp tục đóng góp vào khâu sáng tác ca khúc của Accept dưới nghệ danh Deaffy.
Hiện tại Wolf đang hẹn hò với Ava-Rebekah Rahman - cô từng đi cùng Accept trong vai trò nghệ sĩ violin ở tour diễn hòa nhạc châu Âu "Symphonic Terror" vào năm 2019.

## Danh sách đĩa nhạc

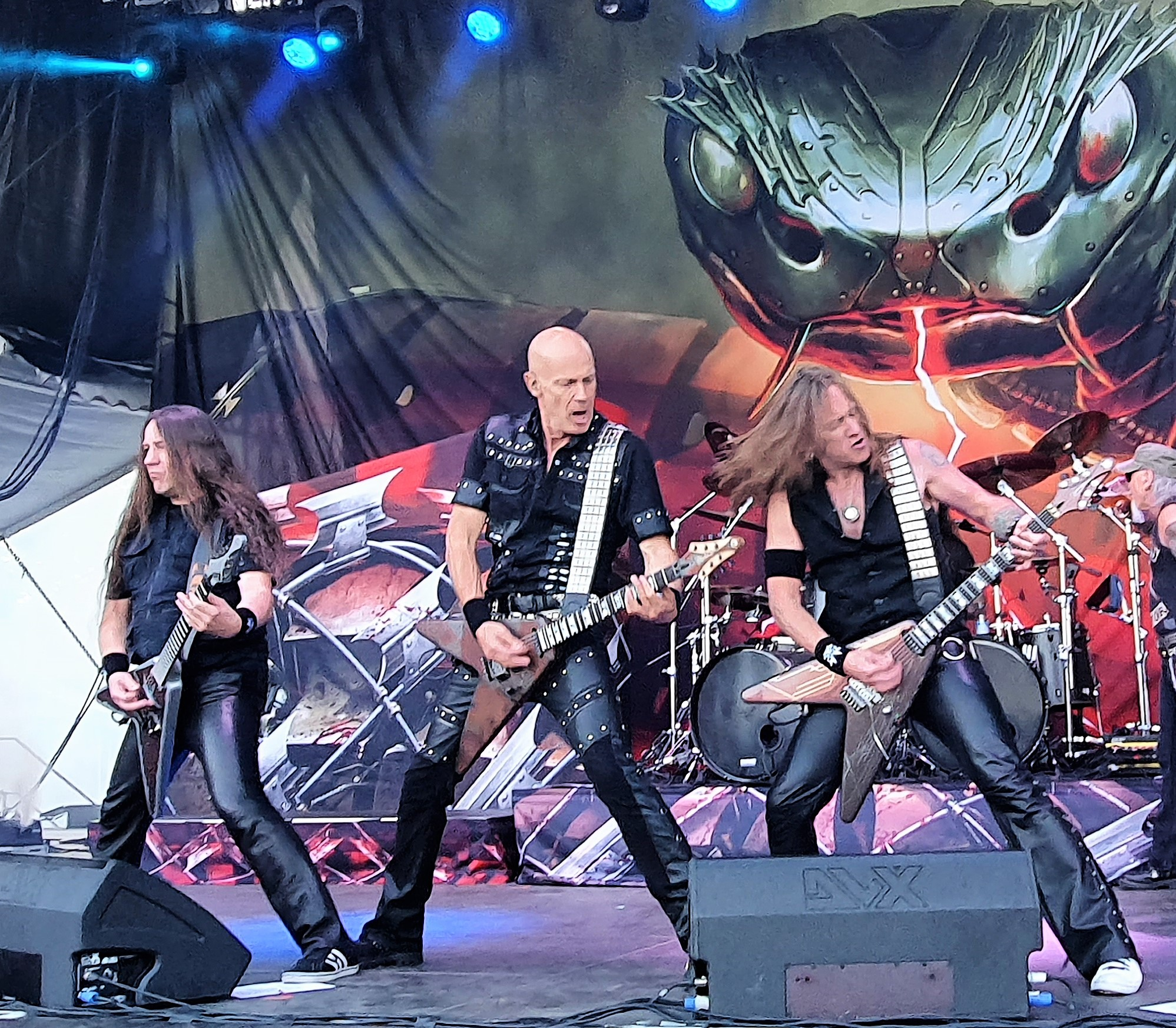
Hoffmann (giữa) biểu diễn cùng Accept vào năm 2022

### Solo
- Classical (1997)
- Headbangers Symphony (2016)

### Accept
- Accept (1979)
- I'm a Rebel (1980)
- Breaker (1981)
- Restless and Wild (1982)
- Balls to the Wall (1983)
- Metal Heart (1985)
- Russian Roulette (1986)
- Eat the Heat (1989)
- Objection Overruled (1993)
- Death Row (1994)
- Predator (1996)
- Blood of the Nations (2010)
- Stalingrad (2012)
- Blind Rage (2014)
- The Rise of Chaos (2017)
- Too Mean to Die (2021)
- Humanoid (2024)